# النبوگن (روهن)
النبوگن (به آلمانی: Ellenbogen) یک کوه در آلمان است که در اشمالکالدن-ماینینگن واقع شده‌است. النبوگن ۸۱۴ متر بالاتر از سطح دریا واقع شده‌است.